# Uma Família Normal
 Uma Família Normal foi uma série da TVI. O episódio piloto foi o único episódio desta série a ser transmitido na televisão.